# Gerola Alta
Gerola Alta ist eine Gemeinde (comune) in der italienischen Provinz Sondrio (Lombardei) im Veltlin.

## Lage und Einwohner
Die Gemeinde Gerola Alta liegt rund 40 Kilometer westsüdwestlich von der Provinzhauptstadt Sondrio am Parco delle Orobie Valtellinesi und grenzt unmittelbar an die Provinzen Bergamo und Lecco. Die 165 Einwohner (Stand 31. Dezember 2023) zählende Gemeinde gehört zur Comunità Montana Valtellina Di Morbegno
Die Nachbargemeinden sind Averara (BG), Bema, Cusio (BG), Introbio (LC), Ornica (BG), Pedesina, Premana (LC), Santa Brigida (BG) und Valtorta (BG).

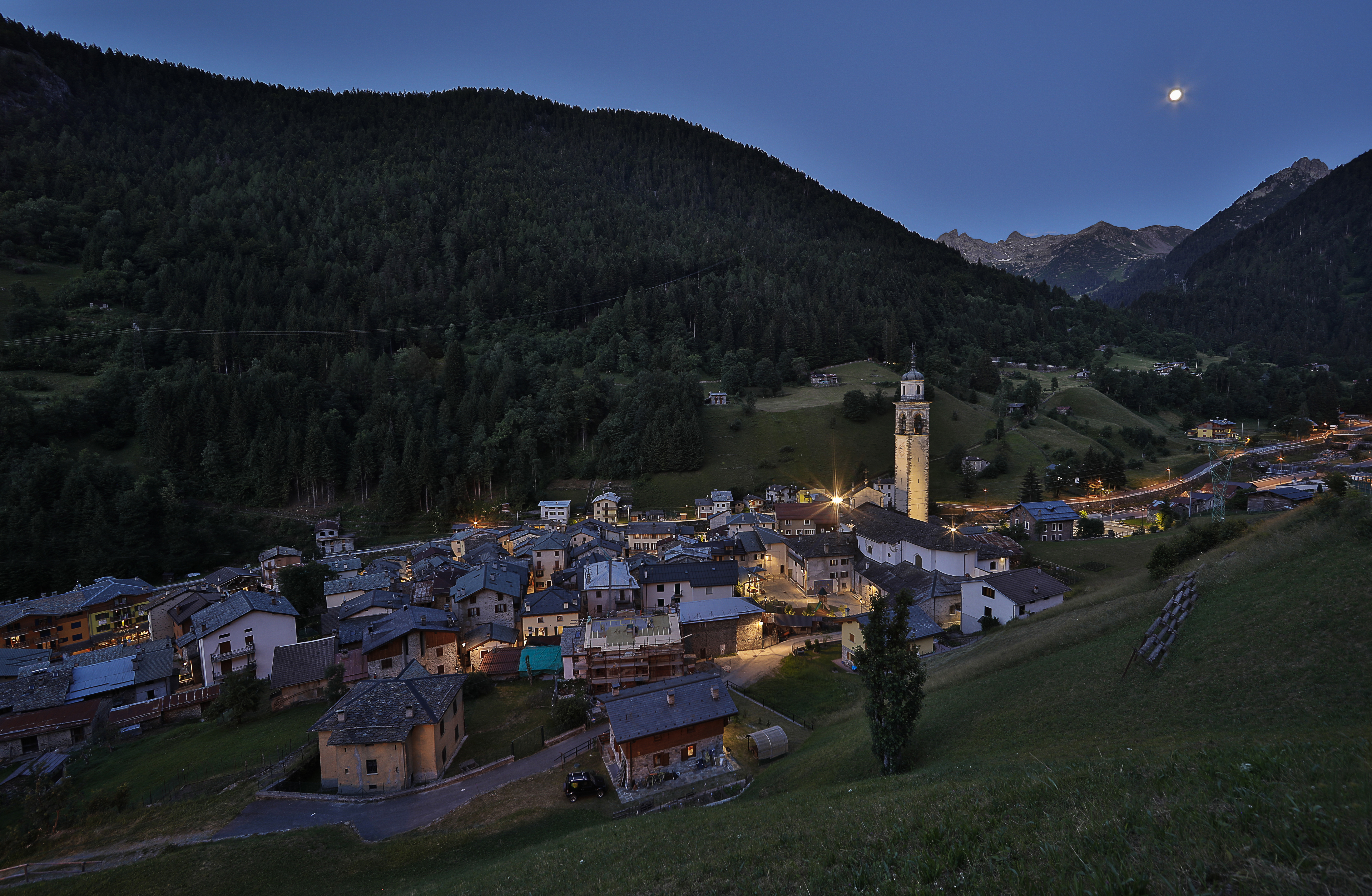
Gerola Alta

## Sehenswürdigkeiten
Im Ortsteil Pescegallo gibt es zwei Skiliften. Das Gebiet ist vor allem für die Ausübung des Skibergsteigens bekannt.